# Латвийско-польские отношения
Латвийско-польские отношения — двусторонние дипломатические отношения между Латвией и Польшей.

## История
После окончания Первой мировой войны в скором времени началось сотрудничество польских и латвийских войск против Красной армии (Бои за Даугавпилс).
27 января 1921 года Польша признала независимость Латвии. Затем обе страны начали официальные дипломатические отношения (попытка их активизации соглашением 1922 года осталась безуспешной), прерванные поражением польского государства в польской оборонительной войне 1939 года. Латвия содержала посольство в Варшаве (1920—1939) и консульство в Вильнюсе (1923—1940), посольство Польши в Риге и консульство в Даугавпилсе (1920—1939).
Под давлением СССР Латвия разорвала дипломатические отношения с польским правительством в изгнании.
В 1945—1990 годах политические отношения поддерживали эмигранты из обеих стран.
После распада Советского Союза обе страны восстановили дипломатические отношения, которые были официально подтверждены 30 августа 1991 года.
В настоящее время у Латвии есть собственное посольство в Варшаве, а также три почётных консульства (в Катовице, Гданьске и Лодзи). Польша, с другой стороны, имеет одно дипломатическое представительство в Латвии, а именно посольство в Риге. В Латвии проживает большое польское меньшинство, которое насчитывает около 53 000 человек (по состоянию на 2009 год). Большинство из них имеют латвийское гражданство.
Дипломатические отношения между странами очень развиты благодаря совместному членству обеих стран в Европейском Союзе, НАТО и Совете государств Балтийского моря.
В 1993 году Польша передала Латвии буксир Н-18, вооружение и обмундирование.